# Weston Underwood (Buckinghamshire)
Pour les articles homonymes, voir Weston Underwood.
Weston Underwood est une paroisse civile et un village du Buckinghamshire, en Angleterre.